# Chromatonotus elegantula
Chromatonotus elegantula är en kackerlacksart som beskrevs av Rocha e Silva 1974. Chromatonotus elegantula ingår i släktet Chromatonotus och familjen småkackerlackor. Inga underarter finns listade i Catalogue of Life.